# Castro Barros
Castro Barros - stacja metra w Buenos Aires, na linii A. Znajduje się pomiędzy stacjami Loria a Río de Janeiro. Stacja została otwarta 1 kwietnia 1914.